# Рос де Йонґ
Рос де Йонґ (нід. Roos de Jong, нар. 23 серпня 1993) — нідерландська веслувальниця, срібна призерка Олімпійських ігор 2024 року, бронзова призерка Олімпійських ігор 2020 року.

## Виступи на Олімпіадах
| Олімпіада  | Дисципліна     | Місце |
| ---------- | -------------- | ----- |
| Токіо 2020 | парні двійки   | 3     |
| Париж 2024 | парні четвірки | 2     |

## Зовнішні посилання
- Ліса Схенард на сайті FISA.